# 木曽五木
木曽五木（きそごぼく）は、江戸時代に尾張藩により伐採が禁止された木曽谷の木。
ヒノキ・アスナロ（アスヒ）・コウヤマキ・ネズコ（クロベ）・サワラの五種類の常緑針葉樹林のことを指す。木曽節にも唄われている。

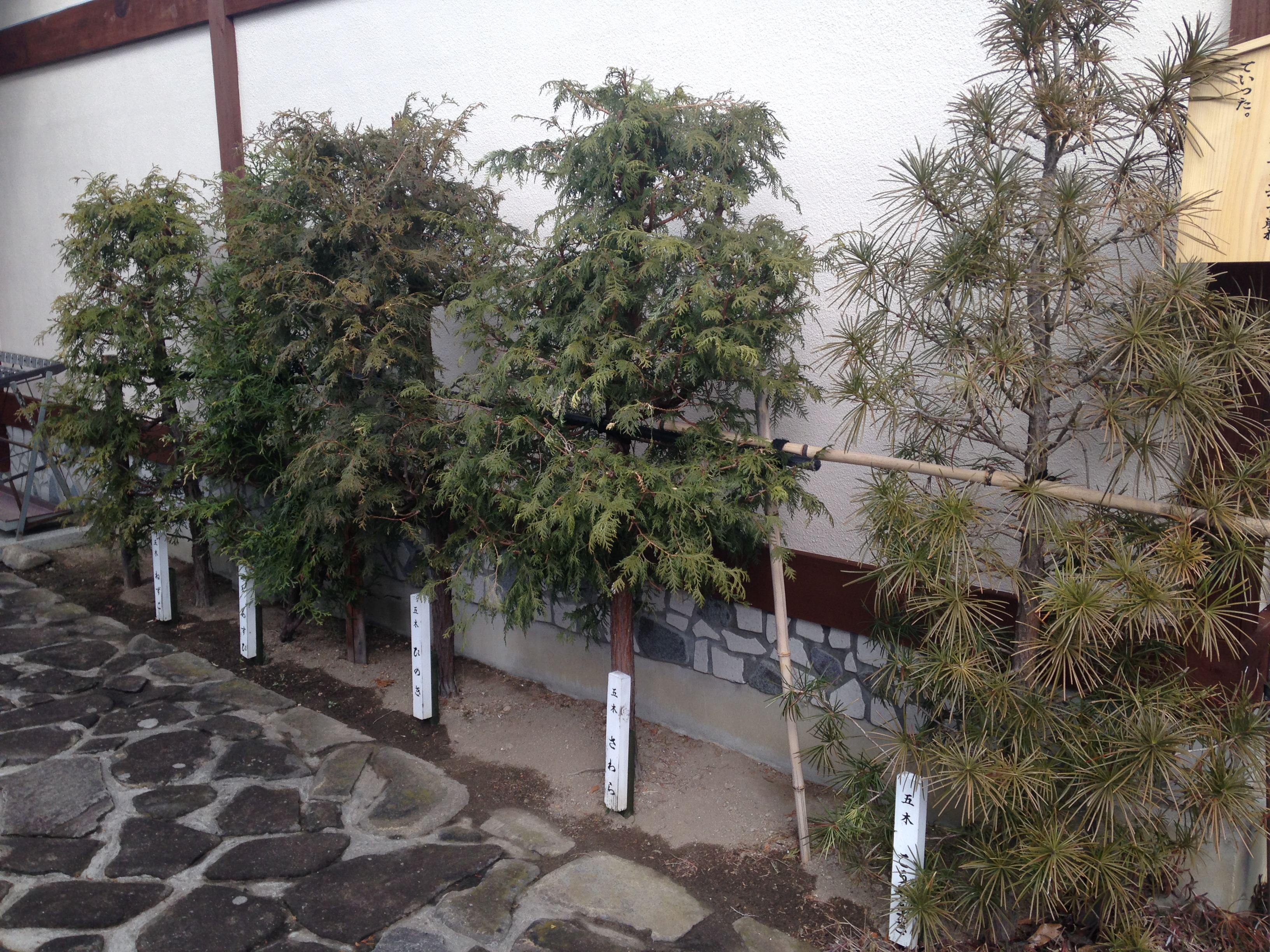
馬籠脇本陣史料館の入口脇にある木曽五木(左からネズコ・アスヒ・ヒノキ・サワラ・コウヤマキ)

## 背景
木曽谷は95%が山林で、尾張藩はこの広大な資源である山林すべてを藩有林としていた。
古くより木曽の山は建築材として貴重な木材を数多く産出していたが、関ヶ原の戦い後の江戸時代の初期、幕府や諸大名による城郭・城下町・武家屋敷の建設、造船などによって森林の伐採が進み、山々は荒廃してしまった。
そこで、木曽の山を管理していた尾張藩により森林の保護政策が行われ、ヒノキの伐採が禁止された。
後に、誤伐採を防ぐため、ヒノキと樹形や材木の性質が似たアスナロ、サワラと、重要なコウヤマキの伐採が禁止され、さらにネズコが追加された。
「木一本、首一つ」ともいわれるほどの厳しい政策の「留山・留木制度」がとられた。木曽において伐採が禁止され、保護された5種類の樹木を木曽五木という。
しかし、厳しい保護政策にもかかわらず山の荒廃は止まらず、さらに尾張藩はクリ・マツ・カラマツ・ケヤキ・トチ・カツラも保護指定し、伐採禁止の地域や樹種を拡大させることによって、森林の保護に努めた。
その結果、美しい山を取り戻すことになった（木曽五木に、ケヤキを加え、木曽六木とする場合もある）。
このような政策は、山々の荒廃に悩んでいた全国の藩の模範となり、各藩の政策に採用されていった。

## 留山・留木制度
留山（とめやま）は森林保全のため入山・伐採などが領主により禁じられた山のことで、江戸時代の林野制度のひとつであり、留木は伐採を禁じられた樹木のことで停止木（ちょうじぼく）とも言う。「木一本に首一つ」は禁伐木を一本伐っただけでも打ち首になるの例えで、禁を犯したら厳罰に処せられることを意味した。
寛延2年（1749年）から明治2年まで木曽五木の伐採を取り締まるため馬籠峠に白木改番所が設置された。
木曽全郡において、住民の立入を禁じた留山や巣山（鷹狩の鷹繁殖のための立入禁止山）は59か所を数えたが、その面積は木曽山林全体のわずか7%ほどであった。
その他の山は「明山（あけやま）」と呼ばれる開放林で、住民は自由に立ち入ることができ、日常生活に必要な家作木（建築用材）や薪炭材・柴草・干草、食糧の補いにする木の実などを採取し利用することが認められており、停止木である6木(ヒノキ、サワラ、ネズコ、アスヒ、コウヤマキ、ケヤキ)以外の木材なら誰でも自由に利用することができた。
そのため、厳しい留山・留木制度があったとはいえ、明山の雑木による木材加工などの収入により住民の生活は安定し、また、その雑木伐採により、木曽五木の生育のための障害木が除かれることになり、これが一種の整理伐作業となって結果的に木曽美林を生み出す要因のひとつになった。
江戸幕府が倒れ、木曽住民は山林開放と停止木廃止を求めたが、明治政府は藩有林をすべて国有林とし、全国一律に国有林への立入を禁じたため、それまで許されていた明山への立入まで禁止となった。
とくに木曽の山林は御料林（皇室財産の山林）の指定を受けたため、一切の立入が厳しく禁止された。
そのため、山林資源活用に頼って生きてきた木曽の住民の生活は一気に困窮し、住民による請願運動が繰り広げられた。長年の交渉の結果、1905年（明治38年）になって、政府は24年間にわたって毎年1万円の御下賜金（天皇が与える金銭）を下付することで紛争を解決した。
島崎藤村は、木曽御料林事件、木曽山林事件と通称されるこれらの一件を小説『夜明け前』で触れているが、請願した主人公が懲罰として戸長免職となるなどは史実と異なると言われる。

## 特産化
尾張藩の政策のおかげで、今でも木曽の山々はこの木曽五木が主体となった美しい山々が形成されており、木曽五木は特産品のブランドとなっている。

## 歴史
- 1665年（寛文5年） 留山（赤沢自然休養林一帯）・巣山の立入りを禁止する
- 1708年（宝永6年） 木曽谷全域にわたりヒノキ・サワラ・アスナロ・コウヤマキの四木の伐採が禁止される
- 1718年（享保13年） さらにネズコを加えた五木の伐採を禁止する